# Xenoplectus armatus
Xenoplectus armatus är en spindelart som beskrevs av Rita Delia Schiapelli och Gerschman 1958. Xenoplectus armatus ingår i släktet Xenoplectus och familjen plattbuksspindlar. Inga underarter finns listade i Catalogue of Life.